# Darra-e Kūr
Darra-e Kūr of Bābā Darwīsh, is een archeologische vindplaats in de provincie Badachsjan in Afghanistan. Het ligt net ten noordoosten van Kalafgān nabij het dorp Chinār-i Gunjus Khān, 63 km ten oosten van Taloqan, aan de weg naar Faizabad. De grot bevindt zich bovenaan de wand van de vallei in de buurt van het gehucht Bābā Darwīsh.

## Beschrijving
Darra-e Kūr is een rotsschuilplaats, goed gestratificeerd door slibafzettingen, afgezet door een beek. Er werden ongeveer 800 stenen werktuigen gevonden, van twee basistypen: vuursteen- en sikkel-klingen en grote dolerietpunten. Andere vondsten waren stenen bijlen, schrapers, stampers, klingen, eenvoudige sieraden, fauna zoals vissen, knaagdieren, wilde paarden, gedomesticeerde schapen, geiten en onagers, een fragment van een menselijk rechter slaapbeen, veel botfossielen en drie fragmenten van tin en brons. Het opgegraven keramiek was meestal grof, zwart aardewerk, soms versierd. De enige architectonische sporen die werden gevonden waren 80 paalgaten, die doen denken aan tenten. Er werden drie gearticuleerde geitengraven ontdekt.

## Datering
De Moustérien-artefacten kwamen uit een laag die werd gedateerd op ongeveer 30.000 jaar BP. Een van de jongere lagen erboven, een door de archeologen als afkomstig van een "geitencultus" beschreven neolithische laag, dateert van rond 3.780 BP. 
Directe AMS-datering van het slaapbeen toonde dat het een stuk jonger was dan eerder werd gedacht, met een leeftijdsbereik van ongeveer 4.530-4.410 BP. Eerder werd gedacht dat het afkomstig was uit het paleolithicum, vanwege de aanwezigheid van het bot in de laag met Moustériaanse Levallois-artefacten, maar directe datering heeft onthuld dat het bot eigenlijk uit het neolithicum stamde. Onderzoekers geloven nu dat het slaapbeen afkomstig is van een latere begrafenis die in de Moustérienlaag is binnengedrongen, waarschijnlijk afkomstig van de cultuurlaag  die verband hield met de neolithische "Geitencultus". 

## Archeogenetica
In 2017 hebben onderzoekers met succes het DNA geëxtraheerd uit zowel het rotsbeen als de pars squamata van het slaapbeen van Darra-e Kūr. Het is het eerste oude menselijke overblijfsel uit Afghanistan waarvan de DNA-sequentie met succes is bepaald. Het individu bleek te behoren tot  de mitochondriale haplogroep H2a  en de Y-chromosomale haplogroep R2-M479.